# Бенган
Бенган (фр. Bainghen) насеље је и општина у североисточној Француској у региону Север-Па де Кале, у департману Па де Кале која припада префектури Булоњ сир Мер.
По подацима из 2011. године у општини је живело 174 становника, а густина насељености је износила 26,01 становника/km². Општина се простире на површини од 6,69 km². Налази се на средњој надморској висини од 200 метара (максималној 202 m, а минималној 77 m).

## Демографија
| 1962. | 1968. | 1975. | 1982. | 1990. | 1999. | 2011. |
| ----- | ----- | ----- | ----- | ----- | ----- | ----- |
| 112   | 135   | 130   | 122   | 135   | 126   | 174   |

График промене броја становника у току последњих година